# モザンビークの世界遺産
モザンビーク共和国の世界遺産（モザンビークきょうわこくのせかいいさん）はユネスコの世界遺産に登録されているモザンビーク共和国の文化・自然遺産の一覧。
※この項目はウィキプロジェクト 世界遺産に準じて作成されています。

## 文化遺産
- モザンビーク島 -（1991年）

## 自然遺産
なし

## 複合遺産
なし